# RC Roubaix
El RC Roubaix fue un equipo de fútbol de Francia que jugó en la Ligue 1, la primera división nacional de fútbol.

## Historia
Fue fundado en el año 1895 en la ciudad de Roubaix como un equipo exitoso antes de la aparición del profesionalismo en Francia, logrando ganar varios títulos. En 1933 se convierte en uno de los equipos fundadores de la Ligue 2 en la que jugó por tres temporadas hasta que en 1936 logra el ascenso a la Ligue 1 como subcampeón.
Participa en tres temporadas de la primera división nacional hasta que desciende en la temporada de 1938/39 al terminar en último lugar y posteriormente los torneos de liga se suspenden a causa de la Segunda Guerra Mundial.
Al finalizar la Segunda Guerra Mundial se fusiona con el CO Roubaix-Tourcoing, fusión que se termina en 1963 como equipo de divisiones aficionadas, donde permaneció hasta su desaparición en 1990.

## Palmarés
- Championnat de France USFSA (1894-1919) (5): 1902, 1903, 1904, 1906 y 1908
- Championnat du Nord (Division d'Honneur) (4): 1923, 1925, 1926 y 1930
- Championnat du Nord USFSA (1898-1919) (7): 1902, 1903, 1904, 1905, 1906, 1907 y 1908

## Galería

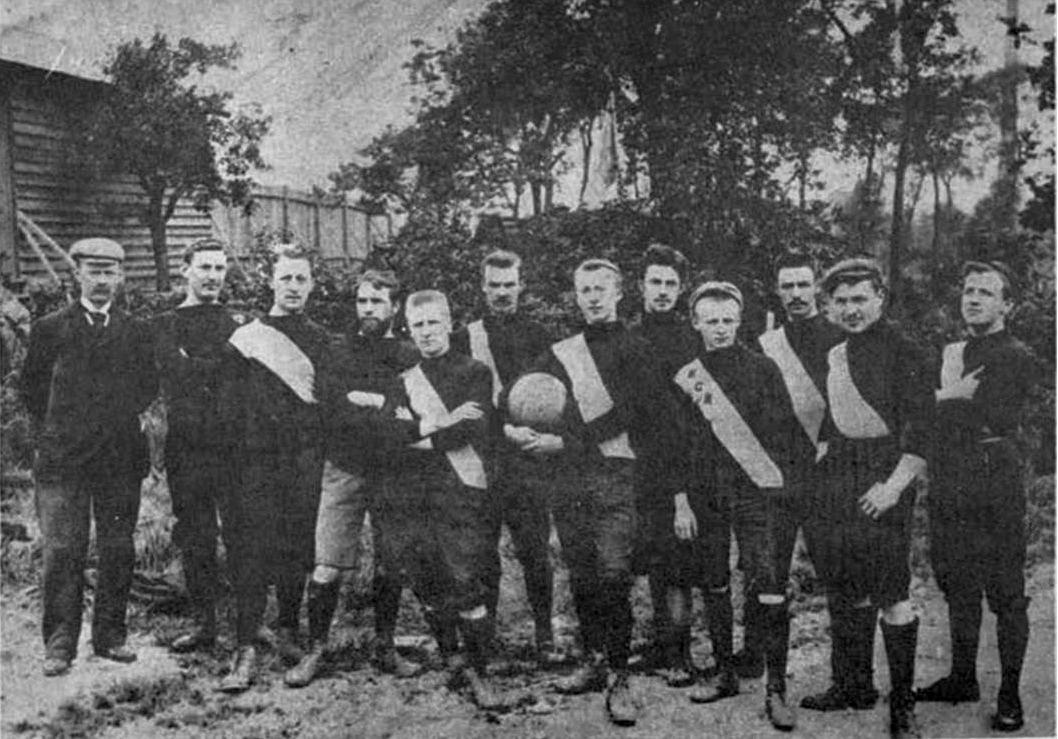
Primera foto conocida del RC Roubaix (1895).
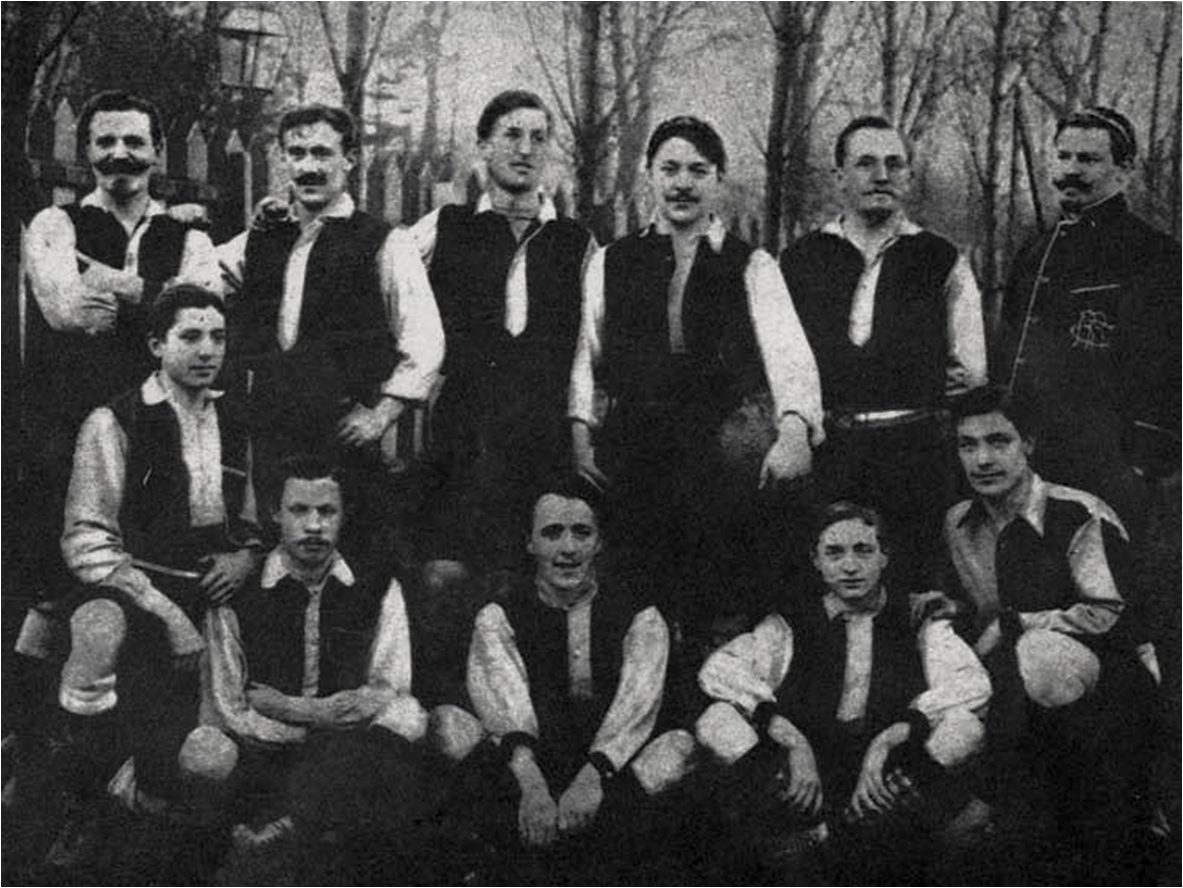
El equipo campeón de Francia en 1902.
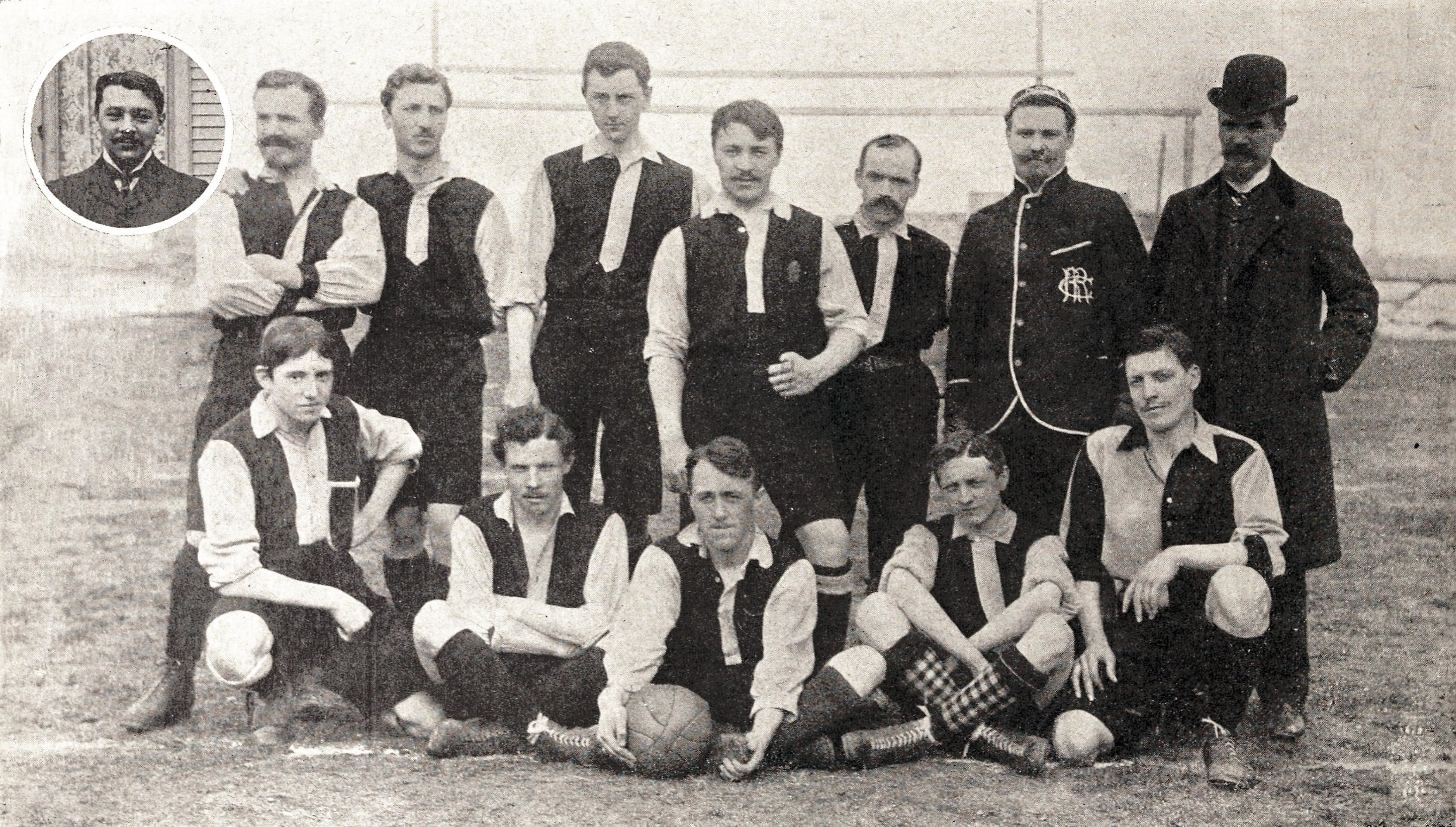
Equipo de 1902.
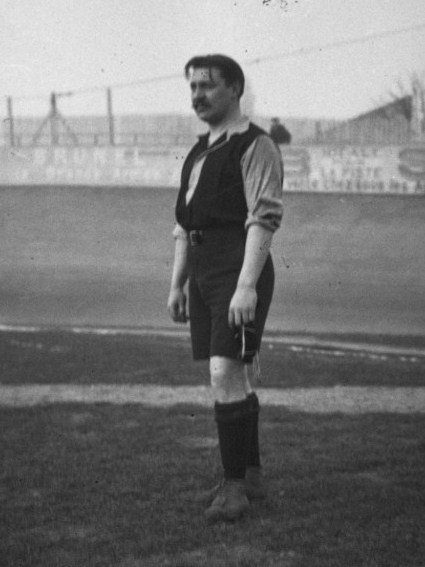
Léon Dubly en 1904, ganó cuatro campeonatos de Francia con el RC Roubaix.
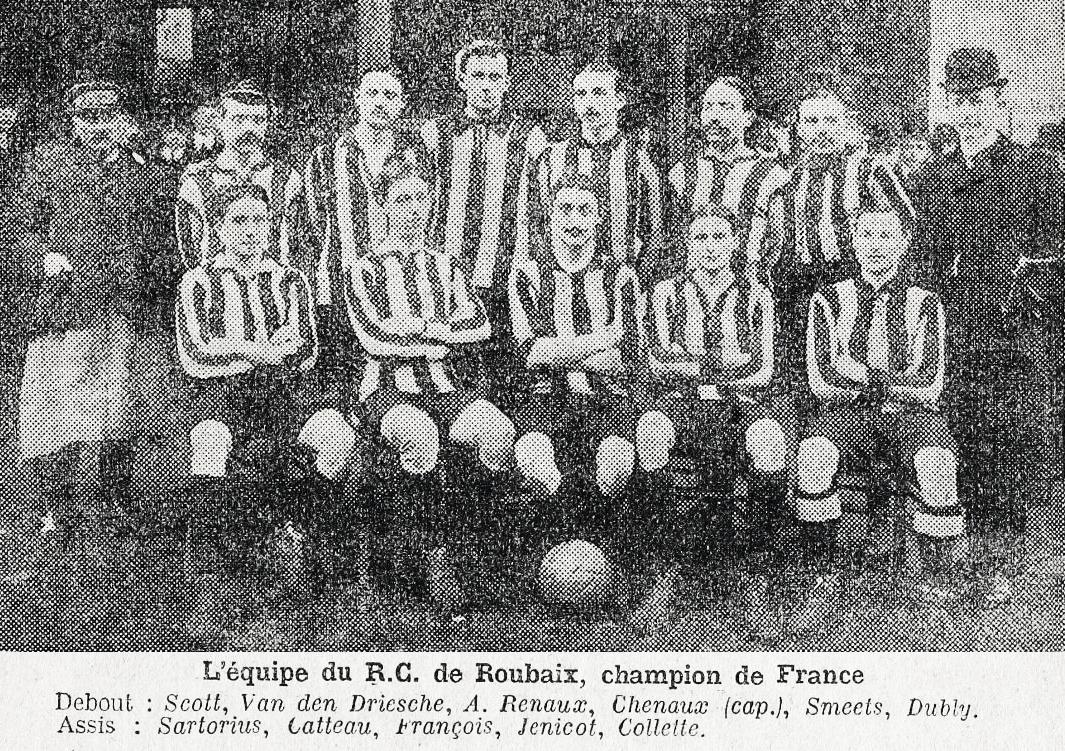
El RC Roubaix, campeón de Francia en 1908.
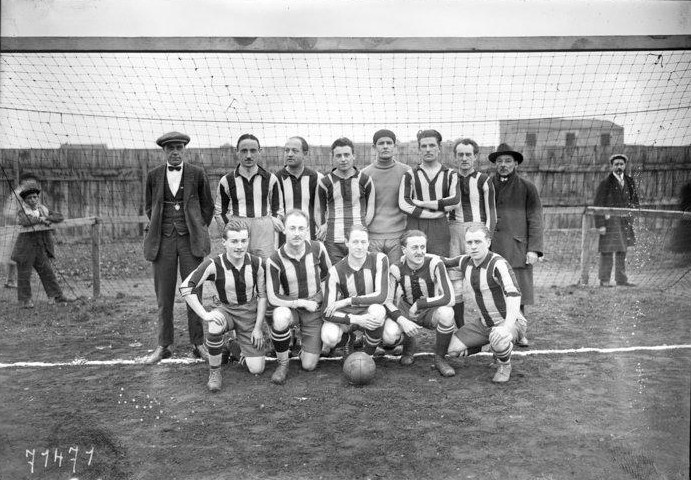
Equipo de 1922.
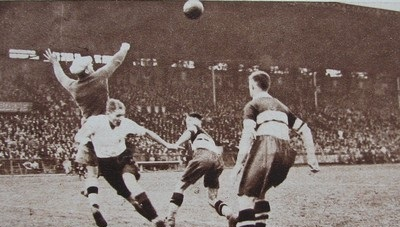
El RC Roubaix en el derbi ante el Excelsior Roubaix.